# Tyson Chandler
Tyson Cleotis Chandler (ur. 2 października 1982 w Hanford) – amerykański koszykarz grający na pozycji środkowego, który trafił do NBA bezpośrednio po ukończeniu szkoły średniej.
W 2001 wystąpił w meczu gwiazd amerykańskich szkół średnich - McDonald’s All-American. W tym samym roku został wybrany w drafcie z numerem 2. przez Los Angeles Clippers, którzy natychmiast oddali go razem z Brianem Skinnerem do Chicago Bulls w zamian za Eltona Branda. 
W 2006 na mocy umowy między Chicago Bulls a New Orleans Hornets zmienił barwy klubowe. W drużynie Szerszeni grał do 2009, kiedy to trafił do Charlotte Bobcats w wymianie za Emekę Okafora.
Przed sezonem 2010/2011 został wymieniony do Dallas Mavericks za Matta Carrolla, Ericka Dampiera i Eduardo Najerę. Jego pełna energii i zaangażowania postawa, zwłaszcza w defensywie, była jednym z decydujących czynników w wygranych przez Mavs finałach NBA przeciwko Miami Heat. 
Mimo jego wkładu w mistrzowski tytuł, właściciel klubu Mark Cuban nie zdecydował się wyłożyć pieniędzy na wyższy kontrakt dla Chandlera. Przed rozpoczęciem skróconego sezonu 2011/12 center przeszedł na zasadzie wymiany do New York Knicks, podpisując jednocześnie nowy kontrakt wart 55,4 miliona dolarów, płatne w 4 lata.
Pierwszy sezon w barwach Knicks przyniósł mu nagrodę dla najlepszego obrońcy ligi NBA.
25 czerwca 2014, wraz z Raymondem Feltonem, trafił ponownie do Dallas Mavericks w zamian za José Calderóna, Wayne'a Ellingtona, Shane'a Larkina, Samuela Dalemberta i dwa wybory w drugiej rundzie draftu 2014.
Na początku lipca 2015 trafił do zespołu Phoenix Suns. 4 listopada 2018 został zwolniony. 6 listopada podpisał umowę z Los Angeles Lakers.
18 lipca 2019 został zawodnikiem Houston Rockets.

## Osiągnięcia
Stan na 1 grudnia 2020, na podstawie, o ile nie zaznaczono inaczej.

### NBA
- Mistrz NBA z Dallas Mavericks (2011)[12]
- Obrońca Roku NBA (2012)[13]
- Uczestnik meczu gwiazd NBA (2013)[14]
- Wybrany do :
  - I składu defensywnego NBA (2013)[15]
  - II składu defensywnego NBA (2011, 2012)[15]
  - III składu NBA (2012)[16]
- Lider:
  - sezonu regularnego w skuteczności rzutów z gry (2012)[17]
  - play-off w skuteczności rzutów z gry (2008)[18]

### Kadra
- Mistrz:
  - olimpijski (2012)[19]
  - świata (2010)[20]
  - Ameryki (2007)[21]